# Nationalencyklopedin
Nationalencyklopedin (NE) este cea mai completă și comprehensivă enciclopedie în limba suedeză. Versiunea tipărită este alcătuită din 20 de volume și conține 172.000 de articole; versiunea online cuprinde 260.000 de articole (iunie 2005).